# 분당신도시
분당신도시(盆唐新都市, Bundang New Town)는 경기도 성남시 분당구 동부에 조성한 신도시이다.

## 배경
1980년대 대한민국의 인구는 계속해서 늘어났지만, 그들이 거주하는 주택의 수는 턱없이 부족한 상황이었다. 특히 서울특별시의 인구는 포화상태에 이르렀고, 서울 내에서도 목동 신시가지나 상계동 지역을 개발하는 등 주택 건설에 들어갔으나 늘어나는 인구를 막을 수는 없었고, 주택난으로 부동산 가격이 치솟고 있었다. 이에 1988년 9월 13일 '주택 200만호 건설계획'을 발표하고 산본, 중동, 평촌 등에 대규모 택지개발을 발표했으나, 집값은 안정되지 않았다. 이에 1989년 4월 27일 2차로 주택 개발 계획을 발표했는데, 이것이 바로 분당신도시와 일산신도시이다.  1996년 12월 사업이 완료되었다.

## 규모
분당신도시의 전체 개발 면적은 당초 556만 평으로 계획하였으나 몇 차례의 조정을 거쳐 19.6 km2로 늘어났다. 공원, 녹지, 하천 시설용지 규모는 172만 평, 도로 시설 용지 규모는 119만 2,000평이며, 기타 주택 건설용지 규모는 192만 3,000평이다. 신도시의 인구 규모는 39만 명으로, 인구밀도는 ha당 210명선으로 기존 상계, 과천 지역보다 훨씬 낮다. 이곳에 들어선 주택은 아파트 8만 8,700가구, 연립주택이 6,400가구, 단독주택이 3,200가구로 모두 9만 7,500가구에 달한다.
세종특별자치시 건설 전까지 대한민국에서 가장 큰 신도시였다.

## 시설
교육 시설로는 초등학교 26개교, 중학교 16개교, 고등학교 15개교, 유치원 10개교, 특수학교 1개교 등 모두 68개의 각급 학교가 신설되었으며, 광장 6개소 운동장 3만 2,000평, 공공청사 4만 8,000평, 시장 6개소(3만 7,000평), 자동차 정류장 8개소(3만 7,000평) 등이 들어섰다. 또, 사회복지 시설 8개소, 종합 의료 시설 3개소, 도서관 5개소 등이 곳곳에 자리잡고 있다.
지하철은 ● 수도권 전철 수인·분당선 야탑역 - 이매역 - 서현역 - 수내역 - 정자역 - 미금역 - 오리역이 핵심 노선이다. 이외에도 ● 신분당선 정자역 - 미금역, ● 수도권 전철 경강선 이매역이 지나간다.    
녹지는 탄천변과 분당중앙공원 및 율동자연공원 등이 대표적이며, 도심에서의 접근성이 좋은 편이다.
대학병원은 분당서울대학교병원이 자리잡고 있다.

## 같이 보기
- 판교신도시 : 분당신도시의 서쪽에 조성된 2기 신도시이다. 분당수서로 및 수서고속철도를 기점으로 해서 그 서쪽이 판교신도시, 동쪽이 분당신도시이다.